# Trifenylfosfine
Trifenylfosfine (volgens de IUPAC-nomenclatuur: trifenylfosfaan) is een veel gebruikte organische fosforverbinding met als brutoformule P(C6H5)3, vaak afgekort tot PPh3. Het behoort tot de stofklasse der fosfanen.
De stof wordt veel gebruikt in de organische synthese en als ligand in de organometaalchemie. Het vormt stabiele complexen met metaalionen. Trifenylfosfine is een relatief lucht-stabiele, en oxidatie-ongevoelige fosforverbinding, al kan tijdens langdurige opslag wel oxidatie optreden.

## Synthese
Trifenylfosfine kan op een verschillende manieren bereid worden. Een minder efficiënte manier, die nu nog in het laboratorium wordt gebruikt, is de reactie van fosfortrichloride met fenyllithium of een Grignard-reagens als fenylmagnesiumbromide. Op industriële schaal wordt trifenylfosfine echter gemaakt door de reactie van chloorbenzeen met fosfortrichloride en natrium.
Tijdens de reactie of gedurende bewaren ontstaat makkelijk trifenylfosfineoxide:
{\displaystyle {\ce {2P(C6H5)3 + O2 -> 2OP(C6H5)3}}}
Deze verontreiniging kan verwijderd worden via omkristalliseren van het ruwe trifenylfosfine uit hete ethanol of isopropanol. Deze methode maakt gebruik van de hogere polariteit van trifenylfosfineoxide, dat daardoor beter oplost in de polaire alkanolen dan trifenylfosfine.

## Reactiviteit

### Chalconen en halogenen
Trifenylfosfine reageert onder andere met de chalconen, de leden van de zuurstofgroep uit het periodiek systeem. Met zuurstof in lucht ondergaat trifenylfosfine een langzame oxidatie tot trifenylfosfineoxide. Hierbij gaat de oxidatietoestand van het centrale fosforatoom van 3 naar 5. Op overeenkomstige wijze reageert trifenylfosfine met elementair zwavel, polyzwavelverbindingen of episulfiden tot het trifenylfosfinesulfide. De reactie met seleen verloopt identiek aan die met zwavel en levert het trifenylfosfineselenide. De overeenkomstige telluurverbinding is onbekend, waarschijnlijk door de geringe stabiliteit.
Met chloorgas reageert trifenylfosfine tot [PPh3Cl]Cl. Deze lucht- en vochtgevoelige verbinding reageert met alcoholen tot een chlooralkaan. Trifenylfosfine is een zwakke base; het reageert met een sterk zuur als HBr en vormt daarbij een stabiel zout.

### Fosfoniumzouten
Trifenylfosfine reageert met bijna alle alkylhalogeniden tot een fosfoniumzout. Hierbij reageren met name jodiden, benzylische en allylische halogeniden snel, maar geven ook chloriden het desbetreffende zout:
{\displaystyle {\ce {P(C6H5)3 + CH3I -> [P(C6H5)3CH3]+ + I-}}}
Deze fosfoniumzouten zijn stabiele kristallijne verbindingen. Door de zouten met een sterke base te laten reageren, worden zogenaamde yliden gevormd, die een groot aantal toepassingen kennen bij onder andere de Wittig-reactie.

### Mitsunobu-reactie
In de mitsunobu-reactie wordt een mengsel van trifenylfosfine en di-isopropylazodicarboxylaat (DIAD) of het di-ethylanaloog, DEAD, gebruikt om een alcohol om te zetten met een ander nucleofiel. Hierbij wordt het trifenylfosfine geoxideerd tot trifenylfosfineoxide.

### Appelreactie
Bij de omzetting van een alcohol tot een halogeenalkaan wordt trifenylfosfine wederom geoxideerd tot trifenylfosfineoxide. Deze zogeheten appelreactie vindt plaats in aanwezigheid van tetrachloormethaan of tetrabroommethaan.

## Coördinatiechemie
Trifenylfosfine is een veel gebruikt ligand in de coördinatiechemie en de organometaalchemie. De binding tussen het vrij elektronenpaar van fosfor met de d-elektronen van het overgangsmetaal is vaak redelijk stabiel, in het bijzonder bij overgangsmetalen met een hoog atoomnummer. Trifenylfosfine is niet het enige fosfine dat gebruikt wordt als ligand: vele andere fosfines hebben vergelijkbare functies. Het coördinatiegedrag van fosfines wordt vaak gerelateerd aan de zogenaamde cone angle. Dit is de hoek die door het vlak van de fenylgroepen wordt gevormd en aan het molecuul een typische windmolenstructuur geeft. Bij trifenylfosfine is deze gelijk aan 145°.
Doordat trifenylfosfine echter goed toegankelijk is en goedkoop, is het een van de meest gebruikte fosfine-liganden. Bekende metaalcomplexen met trifenylfosfine als ligand zijn:
- tetrakis(trifenylfosfine)palladium(0), een veel gebruikt complex in palladium gekatalyseerde reacties
- Wilkinson-katalysator, RhCl(PPh3)3 , voor bijvoorbeeld hydrogeneringen
- Vaska's complex, trans-IrCl(CO)(PPh3)2
- NiCl2(PPh3)2 is een voorbeeld van een nikkel-complex